# Таджуренски залив
Таджуренски залив е залив в Индийския океан, част от по-големия Аденски залив.

## География
Разположен е край бреговете на Джибути, южно от проливите Баб ел Мандеб, които свързват Червено море с Индийския океан. Почти цялата брегова ивица е част от Джибути, само тясна ивица в южната част на залива е в границите на Сомалия. На брега на залива е разположена и столицата на Джибути.
| Портал | Портал „Африка“ съдържа още много статии, свързани с Африка. Можете да се включите към Уикипроект „Африка“. |